# Executive Action
Executive Action (bra: O Assassinato de um Presidente) é um filme de suspense político estadunidense de 1973, dirigido por David Miller para a National General Pictures. O roteiro de Dalton Trumbo, Mark Lane e Donald Freed exploram teorias de conspiração sobre o assassinato do Presidente dos Estados Unidos John F. Kennedy. O diretor havia trabalhado anteriormente com Trumbo em Lonely Are the Brave de 1962.Robert Ryan aparece em seu último filme. Inclui imagens reais transmitidas pela TV, do Presidente Kennedy, inclusive do assassinato. A música original é de Randy Edelman.
Foi atribuído a Donald Sutherland a ideia para o filme e de ter contratado Lane e Freed para escreverem o roteiro . Ele teria abandonado o projeto ao não conseguir financiamento para a produção .

## Elenco
- Burt Lancaster...James Farrington
- Robert Ryan...Robert Foster
- Will Geer...Harold Ferguson
- John Anderson...Halliday
- Ed Lauter...Chefe de Operações
- John Brascia...Atirador do time "B"

## Sinopse
No início há uma narrativa na qual é mencionada uma entrevista do Presidente Lyndon Johnson e que, ao ser perguntado sobre o  Assassinato de Kennedy e o relatório da Comissão Warren, afirmou duvidar dessa versão oficial. A narrativa termina dizendo que essa afirmativa foi cortada ao ser transmitida pela TV mas não inclui na verdade a citação: "Kennedy was trying to get Castro, but Castro got to him first.". Em tradução livre: "Kennedy tentava pegar Castro mas Castro o pegou primeiro".
A ação se inicia em junho de 1963, quando numa reunião secreta figuras influentes da indústria, política e ex-agentes dos Serviços de Inteligência norte-americanos discutem a insatisfação mútua com a política cada vez mais liberal da Administração Kennedy e consideram assassiná-lo. O líder da conspiração Robert Foster tenta persuadir o magnata do petróleo Harold Ferguson a financiar os planos. Apesar de não ver problemas no assassinato em si, Ferguson ainda reluta se isso seria mesmo necessário. James Farrington, um especialista em ações secretas, explica como o ataque poderia ser bem sucedido comentando os casos anteriores dos atentados dos presidentes Abraham Lincoln, James Garfield e William McKinley, chamando os crimes de "ação executiva".
Enquanto aguardam a aprovação de Ferguson, os conspiradores preparam duas equipes de atiradores de elite no deserto, disparando contra alvos móveis. O magnata assiste na TV as notícias sobre a liberalidade dos Direitos Civis, banimento dos testes nucleares na atmosfera e desarmamento nuclear, e a deterioração da situação política no sul do Vietnã, e resolve dar o "sinal verde" a Foster para realizar o atentado.
Num diálogo revelador da paranoia das elites americanas na época, Foster conta a Farrington que a população do Terceiro Mundo alcançaria 7 bilhões de pessoas no ano 2000 nos seguintes termos: "A maior parte de amarelos, pardos ou negros. Todos famintos e determinados a amar; enxames deles sairão dos locais nativos e invadirão a Europa e América". O Vietnã seria uma oportunidade, segundo Foster, para controlar o desenvolvimento mundial e reduzir aquela população para 550 milhões de pessoas: "Eu tive acesso aos dados" acrescenta, dizendo ainda que poderiam aplicar os mesmos métodos de controle de natalidade em minorias nos Estados Unidos: brancos pobres, negros e latinos.
Quando o atentado é finalizado, uma foto é mostrada  dizendo serem de 18 testemunhas, e que dois morreram de causas naturais e as demais, morreram em acidentes nos três anos seguintes. Um narrador afirma que o jornal britânico The Sunday Times calculou por um atuário que a probabilidade de que todas aquelas pessoas morressem naquele intervalo de tempo era de 100 mil trilhões para um.</ref>

## Recepção
Roger Ebert atribuiu duas estrelas ao filme, classificando de "um reconto dramatizado de todos aqueles velhos livros de conspiração de assassinato ". Ebert afirma: "Existe algo de exploração indecorosa no jeito que o filme aborda o sangue e a angústia reais e se encaixa perfeitamente dentro de um semi-documentário de suspense". Acrescenta que "Executive Action não é muito um entretenimento" e qualificou a direção de Miller de "descolorida". Num comentário positivo, Ebert escreveu: "Isto tem o poder de evocar o que provavelmente remanescerá, para a maioria de nós, como o momento público mais emotivo de nossas vidas: quando soubemos que o Presidente havia sido baleado".